# Asplund, Norrtälje kommun
Asplund är en småort i Rimbo socken i Norrtälje kommun, Stockholms län strax söder om Rimbo vid länsväg 280.